# Црква Светих Петра и Павла у Трњану
Црква Светих Петра и Павла у Трњану, насељеном месту на територији града Пожаревца припада Епархији браничевској Српске православне цркве.
Црква је саграђена у центру села са десне стране пута који води кроз село за правац Братинац, завршена је и освештана од стране епископа браничевског Игњатија на Петровдан, 12. јула 1999. године.

## Архитектура цркве
Црква је зидана циглом и својом висином доминира Стишком равницом са своја два изграђена кубета, над којима су већи крстови. Кров је покривен бакарним лимом. Фасада цркве је офарбана жуто белом бојом. Улаз у цркву је на западној страни, и у храм се улази кроз велика двокрилна врата. Над вратима је икона патрона цркве "Светих Апостола Петра и Павла" која се налази у плиткој  полукружној припрати над улазом. Предње кубе цркве које је уједно и звоник цркве је саграђено на четвороугаоном постољу из неколико нивоа. Централно кубе цркве је исто саграђено на четвртастим зидовима над којима је дозидана вишеугаона купола са мноштвом прозора и кровом кубета који је полулоптастог облика, са полулучним сводом над сваким прозором. 
Сам олтарски и певнички део цркве у својој спољашности је по својој архитектури и ширем облику простора са покривеним полусводом  доминантан део цркве. У предњем делу над улазним делом у вишим деловима зида доминира у розети већи кров који је од белог мермера. Црква има и споредни улаз у виду једнокрилних врата, који је смештен на левој северној страни цркве.
Иконостас  је урађен у две зоне, и рад је мајстора и сликара Банета Николића са ћеркама из села Јовановац код Крагујевца. У кубету цркве је фреско осликан Христос Пантократор рад мајстора Михајла Ђенбара из Новог Сада.  